# Camnula
Camnula is een geslacht van rechtvleugeligen uit de familie veldsprinkhanen (Acrididae). De wetenschappelijke naam van dit geslacht is voor het eerst geldig gepubliceerd in 1873 door Stål.

## Soorten
Het geslacht Camnula  is monotypisch en omvat slechts de volgende soort:
- Camnula pellucida (Scudder, 1862)